# 旧住友銀行東松原支店
旧住友銀行東松原支店（きゅうすみともぎんこうひがしまつばらしてん）は、広島県広島市南区にあった、住友銀行のかつての営業所。
大正期に住友銀行の支店として建てられ、最終的には呉服卸売業を営む「谷口(旧・谷口織物)株式会社」の店舗として用いられていたが、平成の広島駅周辺の再開発広島駅南口Bブロック市街地再開発事業により取り壊されている。

## 概要
JR広島駅から南へ約200メートルのところに位置し、猿猴橋東詰にあり、旧西国街道に面して建っていた。
鉄筋コンクリート補強の煉瓦造2階建。正面にアーチ状の縁取りが特徴的な建物であった。戦後も広島に現存していた大正期のモダン建築であり、被爆建物の一つでもあった。当初の設計は住友合資会社工作部（現日建設計）・施工は大林組、のちの改修時の設計・施工は不明。
住銀は合併により三井住友銀行となり、現在市内に店舗として存在するのは紙屋町の広島支店のみ。なおこの広島支店は元々「人影の石」があった住銀広島支店であった。

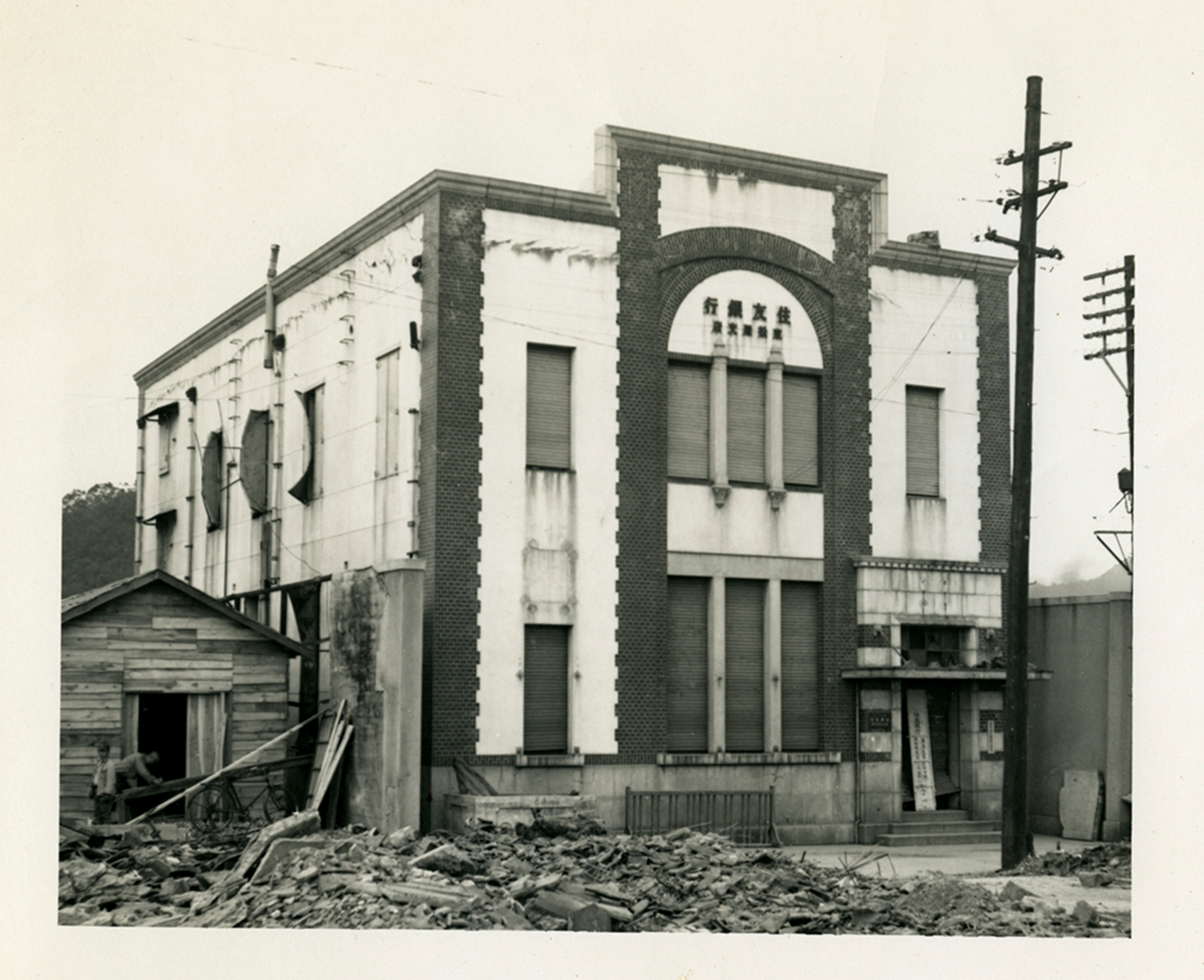
被爆後。1945年撮影。左が爆心地側で、扉が大きく湾曲しているのがわかる。この鉄窓がモニュメントとして現存する。
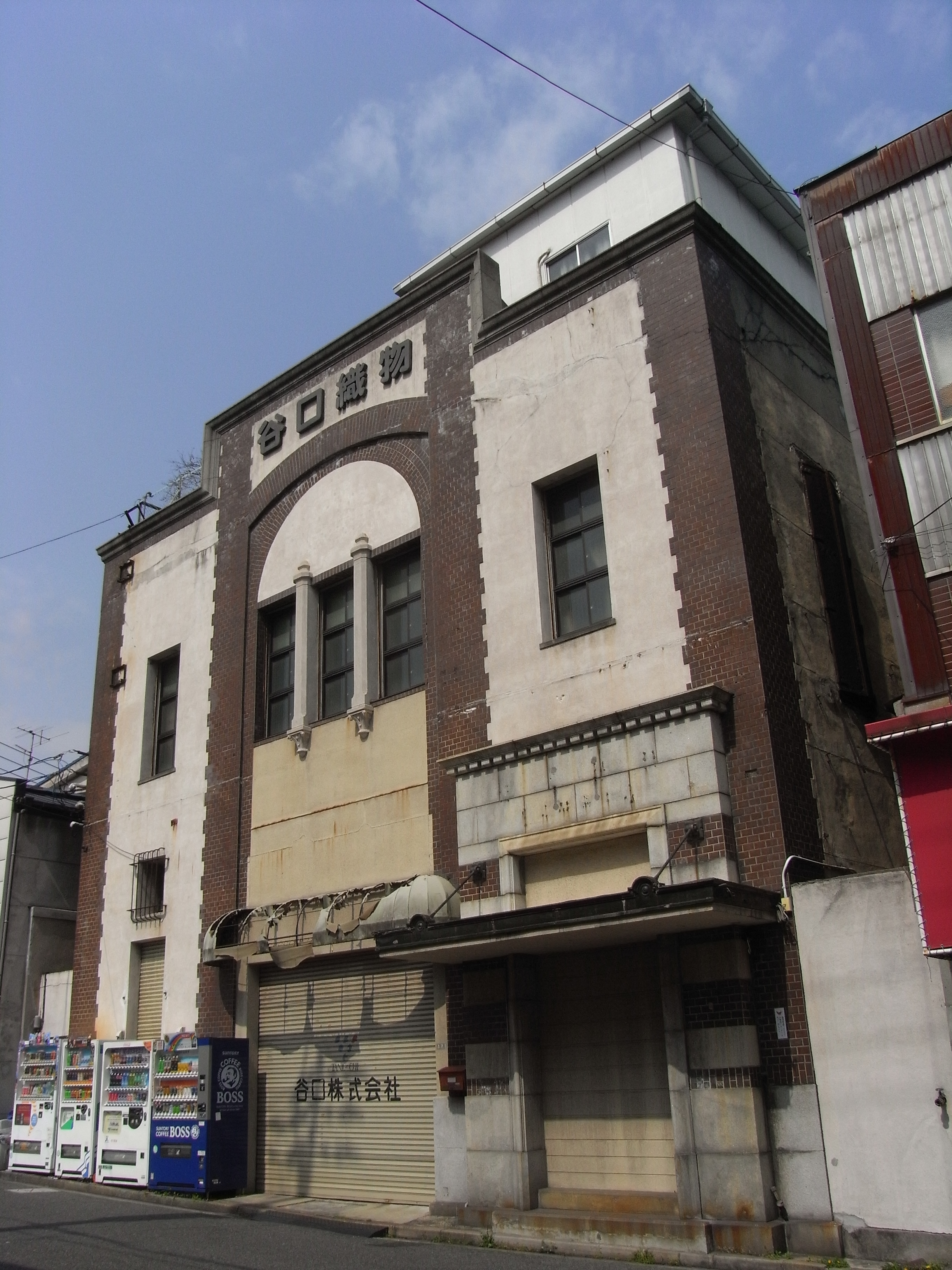
谷口（谷口織物）時代。2010年撮影。

## 歴史

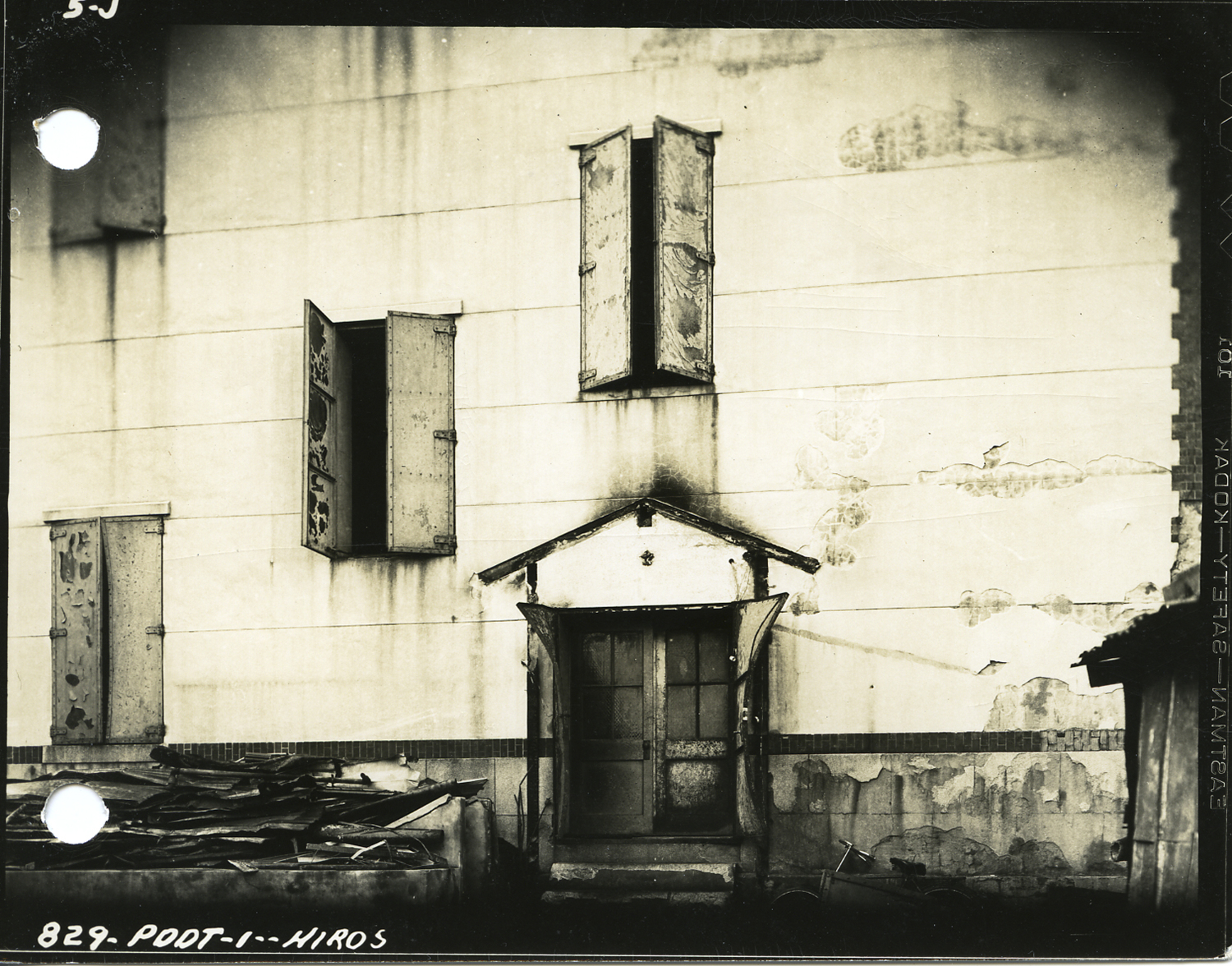
北側より撮影。火災により鉄扉が湾曲している。

1921年（大正10年）7月、当地に「住友銀行広島支店東出張所」として建てられた。1929年（昭和4年）支店に昇格し住銀東松原支店に名称変更。
。

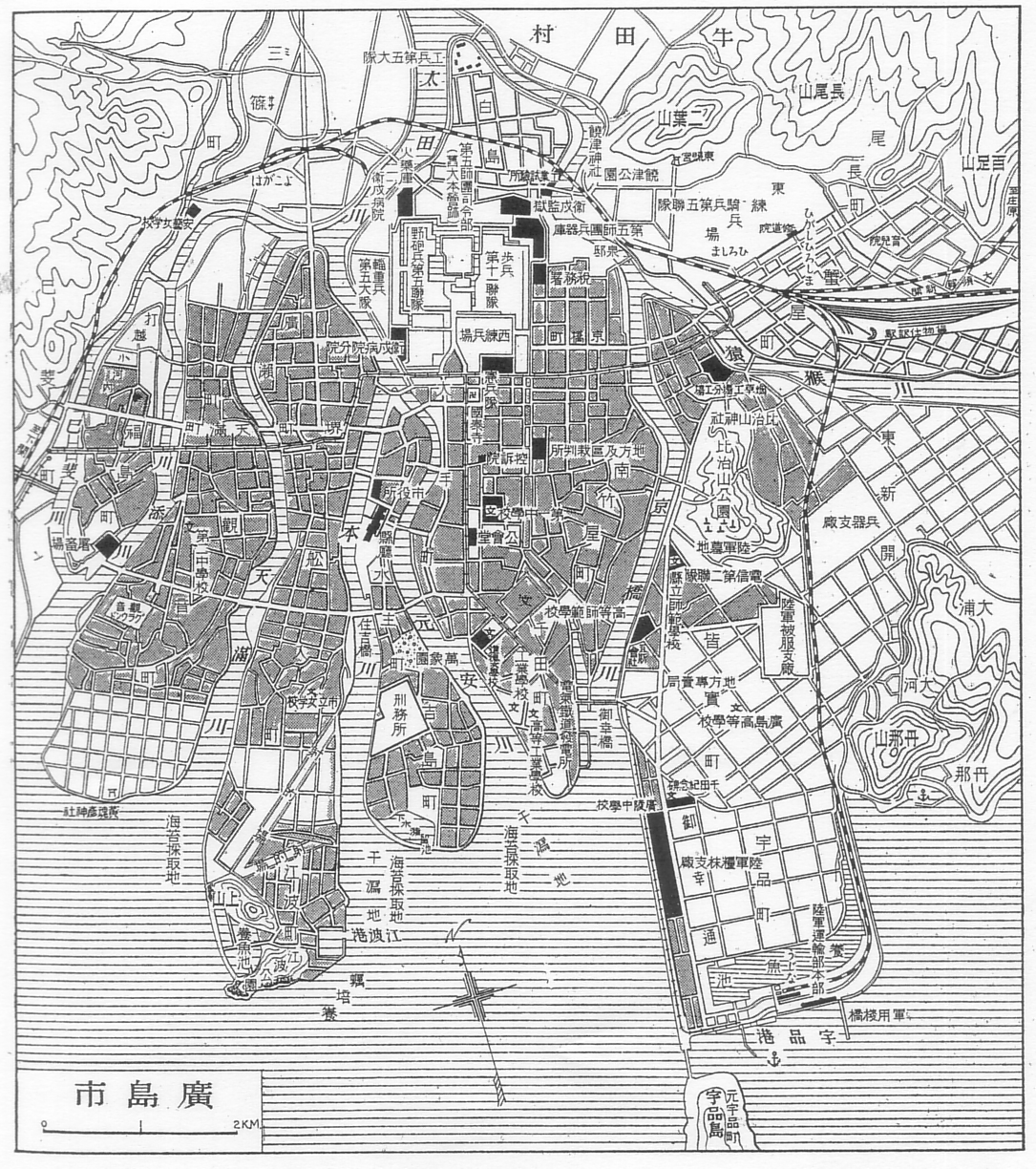
1930年ごろの広島市。右上に広島駅（「ひろしま」表記）。猿猴橋は右上の猿猴川と京橋川の二股地点下流の一つ目の橋。当地はその東詰つまり広島駅側で市中心部と広島駅を結ぶ道沿にあり、当時は要地であったとわかる。
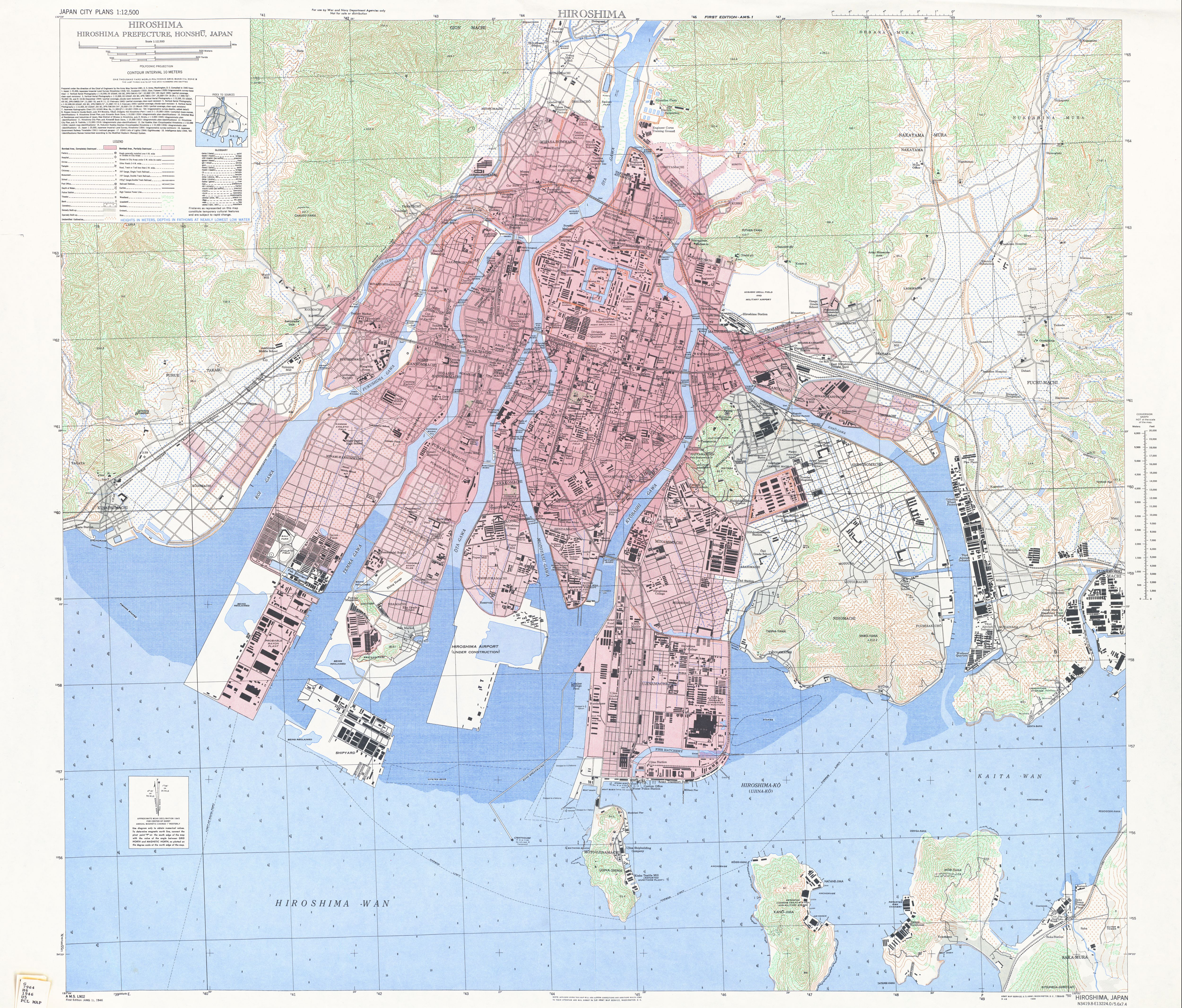
1945年米軍作成の地図。"ENKO-BASHI"（猿猴橋）の右側に銀行の地図記号が確認できる。周辺は赤波線"Bombed Area , Completely Destroyed"（全壊域）として描かれている。

1945年（昭和20年）8月6日、広島市への原子爆弾投下により被爆。爆心地から約1.89キロメートルに位置した。爆風により大破し西面の鉄扉は大きく湾曲し、熱線により全焼したものの、倒壊からは免れた。当時の東松原支店の従業員は18人、住銀の広島支店および東松原支店あわせて29人亡くなったが、この支店のみで何人なくなったかは不明。簡単な修理後同年8月27日、爆心地近くで壊滅した住銀広島支店がここに一時的に移り、合同で営業を再開した。当時、周囲は闇市で賑わった。
1959年（昭和34年）広島駅前に住銀広島駅前支店が開店し移転、ここが空家となったところへ、繊維問屋の十和（現アスティ）が取得し倉庫として使用した。
1970年（昭和45年）、谷口織物が取得し、正面入り口および中2階を新たに設け、屋上に住居を増築した。その谷口により2009年（平成21年）まで利用された。
その後広島市によりこの地区の再開発が行われることになり、全体保存も考えられたが膨大な補修費がかかることから取り壊しが決定、被爆により湾曲した西面鉄扉のみをモニュメントとして残すこととなった。予定事業費480万円。これに広島赤十字・原爆病院窓枠・壁面に次いで2例目となる、モニュメント保存のための助成金が検討されている。2013年（平成25年）解体。跡地には再開発ビルシティタワー広島・BIG FRONTひろしまが建設され2016年に完成した。湾曲した西面鉄窓は建物の南側の壁に埋め込まれた。

## 参考資料
- “被爆建物 最後の８・６ 駅前再開発で取り壊しへ”.   中国新聞 (2012年8月5日). 2017年6月4日閲覧。